# Woodsville (New Hampshire)
Woodsville ist ein Census-designated place in der Town of Haverhill im Grafton County im US-Bundesstaat New Hampshire. Die Volkszählung von 2020 erfasste 1.431 Einwohner. Der CDP wurde im Jahr 2002 erstmals vom Census definiert. Woodsville ist ein gemeinde- und staatsgrenzenüberschreitendes Wirtschafts- und Geschäftszentrum.

## Lage
Der Ort liegt bei den Koordinaten 44° 8' 32.50" Nord und 72° 1' 32.14" West auf einer Höhe von 158 Metern über dem Meeresspiegel an der Mündung des Ammonoosuc River in den Connecticut. Die 4,9 km² große Fläche des Gebietes setzt sich zusammen aus 4,8 km² Land- und 0,1 km² Wasserfläche. Im Ort stoßen die New Hampshire Routes NH-10 und NH-135 auf die US-302.

## Geschichte
Eine erste Brücke im Bereich des späteren Woodsville über den Connecticut war 1804 im Bereich des späteren Woodsville erbaut worden. Sie wurde 1820 und 1853 erneuert, zuletzt als kombinierte Eisenbahn-/Straßenbrücke. 1829 entstand die erste Brücke über den Ammonoosuc. Im gleichen Jahr erwarb John L. Woods aus Wells River in Vermont eine Sägemühle am Ammonoosuc. Von ihm leitet sich der Ortsname von Woodsville ab. Woods eröffnete ein Eisenbahnversorgungsunternehmen, und nachdem 1853 die Bahnstrecke Concord–Wells River der Boston, Concord and Montreal Railroad (B, C & M. R. R.) fertig gestellt worden war und der Bau der Bahnstrecke Woodsville–Groveton begonnen hatte, wurde Woodsville ein betriebsamer Eisenbahnknotenpunkt. Durch Wells River in Vermont führte die Bahnstrecke White River Junction–Lennoxville als Teil einer Verbindung von Connecticut nach Montreal. Die Bahnstrecke Montpelier–Wells River eröffnete eine weitere Verbindung. 1884 verlegte die B, C & M. R. R. ihr Abschnittshauptquartier von Concord nach Woodsville und richtete ein Betriebswerk ein. Fünf Jahre später war Woodsville ein schnell wachsender Postort mit mehreren Kirchen, Läden, Hotels, Ärzten und Anwalt und etwa einhundert Häusern. Die Bahnstrecken wurden im 20. Jahrhundert überwiegend stillgelegt und teilweise abgebaut.
1890 wurde das Woodsville Opera Building errichtet. Es wurde 1980 in das National Register of Historic Places aufgenommen und ist eines von zwei Objekten im Register in Woodsville. Das andere ist die Bath-Haverhill Bridge.
1903 wurde eine Gesellschaft zur Einrichtung eines Krankenhauses gegründet. Dieses wurde 1910 erweitert. Das Cottage Hospital ist ein privates, nicht gewinnorientiertes „Critical Access Hospital“. Als solches wird es mit Bundesmitteln unterstützt und unterliegt Bestimmungen hinsichtlich Größe, Verweildauer von Patienten und Entfernung zum nächsten Krankenhaus.
Das Gelände des ehemaligen Betriebswerkes wurde im Jahr 2005 von der Town of Haverhill angekauft. Es wurde gesäubert, das kontaminierte Erdreich mit sauberem Boden abgedeckt und der „Railroad Park“ angelegt.
Zu den Versorgungseinrichtungen in Woodsville gehört ein Walmart Supercenter.